# Modérés (Italie)
Pour les articles homonymes, voir Modérés.
 (mars 2017).
Si vous disposez d'ouvrages ou d'articles de référence ou si vous connaissez des sites web de qualité traitant du thème abordé ici, merci de compléter l'article en donnant les références utiles à sa vérifiabilité et en les liant à la section « Notes et références ».
Les Modérés sont un petit parti politique libéral de centre gauche fondé le 20 décembre 2005, essentiellement composé de dissidents de Forza Italia favorables à l'alliance avec le centre gauche, mais également d'anciens membres de l'Italie des valeurs, du Parti de la refondation communiste et du Parti démocrate. Leur leader est Giacomo Portas.
Disposant d'ancrages locaux non négligeables, les Modérés obtiennent un député lors des élections de 2008, en alliance avec le Parti démocrate, et comptent également des élus au Conseil régional du Piémont ainsi qu'au conseil provincial de Turin. En 2013, en vue des élections générales italiennes de 2013, ils font partie de la coalition Italie. Bien commun et se présentent séparément au Sénat, en obtenant 14 358 voix, soit 0,04 %. Giacomo Portas est réélu sur une liste du Parti démocrate.
Ils soutiennent la candidature de Sergio Chiamparino pour les élections régionales du Piémont de 2014 et Piero Fassino pour les élections municipales en 2016.